# 八竜町
八竜町（はちりゅうまち）は、秋田県の北西部に位置した町。

## 地理
- 山: 丸山（日本一高い砂山、65.2m）
- 河川: 三種川
- 湖沼: 蓮沼

### 隣接していた自治体
- 能代市
- 男鹿市
- 山本郡：山本町
- 南秋田郡：大潟村

## 歴史

### 沿革
- 1955年（昭和30年）4月1日 山本郡鵜川村・浜口村が新設合併し、八竜村が発足する。
- 1965年（昭和40年）9月1日 町制施行し、八竜町となる。
- 2006年（平成18年）3月20日 山本郡琴丘町、山本町と新設合併して三種町が発足。同日八竜町廃止。

## 教育
小学校
- 八竜町立湖北小学校
- 八竜町立浜口小学校
  - 八竜町立浜口小学校芦崎分校

中学校
- 八竜町立八竜中学校

## 交通

### 道路
- 一般国道
  - 国道7号
  - 国道101号
- 主要地方道
  - 秋田県道42号男鹿八竜線
- 一般県道
  - 秋田県道211号金光寺鵜川線
  - 秋田県道212号森岳鵜川線

## 出身者
- 及位ヤヱ - 女性パイロット、財団法人婦人航空協会理事長（現・一般社団法人日本女性航空協会）
- 友川カズキ - 歌手、画家。「八竜町の少年達」というタイトルの曲も作っている。
- 八竜鉄右エ門 - 十両力士